# Patria Jiménezová
Patria Jiménezová (celým jménem Elsa Patria Jiménezová Floresová, * 1957 San Luis Potosí, Mexico) je mexická politička a předsedkyně Clóset de Sor Juana. V r. 1997 reprezentovala Stranu demokratické revoluce (Party of the Democratic Revolution - PRD). Po svém coming outu se stala první zvolenou LGBT političkou v historii Latinské Ameriky.
Jimenézová byla dlouhou dobu předsedkyní Clóset de Sor Juana, což je mexická lesbická organizace pojmenovaná po Juaně Inés de la Cruzové, mexické řeholnici a básnířce. Jedná se o nevládní neziskovou organizaci akreditovanou Organizací spojených národů.
Jimenezová je považovaná za významnou latinskoamerickou občanskoprávní aktivistku podporující LGBT práva.

## Politická kariéra
Jiménezová je členkou PRD. V r. 1997 byla zvolená federální poslankyní. V r. 2000 byla zvolená v doplňovacích volbách do Senátu.